# Lista de forças de operações especiais
Lista por país, de unidades de Forças de Operações Especiais, especializadas em operações não convencionais, não engloba forças de operações convencionais.

## Afeganistão
- Exército Nacional
  - Brigada de Comandos do Exército Nacional do Afeganistão
  - Forças Especiais do Exército Nacional do Afeganistão

## Albânia
- Comando das Forças Conjuntas da Albânia
  - Batalhão de Operações Especiais

## Argélia
- Exército Argélino (CFT)

- 104º Regimento de Manobras Operacionais (104º RMO)
- 116º Regimento de Manobras Operacionais (116º RMO)
- 25º Regimento de Reconhecimento (25º RR)

- Marinha argelina (CFN)

- Regimento de Acção Especial Naval (RASM)

- Força Aérea Argelina (CFA)
- 772° Regimento de Comandos Aéreos  (772e RFCA)
- Guarda Republicana (GR)
- Regimento Especial de Intervenção (RSI)
- Gendarmerie Nacional Argelina (GN)
- Destacamento de Resposta Especial (DSI)
- Polícia Argélina (DGSN)
- Grupo de Operações Policiais Especiais (GOSP)

## Alemanha
- Forças Armadas
  - Kampfschwimmer
  - Kommando Spezialkräfte (KSK)
  - Kommando Spezialkräfte Marine (KSM)

- Forças Policiais
  - GSG 9 (anteriormente Grenzschutzgruppe 9)
  - Spezialeinsatzkommando (SEK)

## Argentina
- Força Aérea Argentina
  - Grupo de Operaciones Especiales

- Exército Argentino
  - Agrupación de Fuerzas de Operaciones Especiales
    - Regimiento de Asalto Aéreo 601
    - Compañía de Comandos 601
    - Compañía de Comandos 602

  - Tropas de Operaciones Especiales de Montaña
    - Compañía de Cazadores de Montaña 6
    - Compañía de Cazadores de Montaña 8

  - Comando de la Infantería de Marina (COIM)
    - Agrupación de Comandos Anfibios (APCA)

- Gendarmería Nacional Argentina (GNA)
  - Grupo Alacrán
  - Grupo Monte

- Armada de la República Argentina
  - Agrupación de Buzos Tácticos (APBT)
  - Prefectura Naval Argentina (PNA)
    - Grupo Albatros

## Austrália
- Forças Armadas
  - Special Air Service Regiment (SASR)

## Áustria
- Forças Armadas da Áustria
  - Jagdkommando[1][2]
- Forças policiais

EKO cobra

## Brasil

### Forças Armadas
- Exército (EB)
  - Comando de Operações Especiais 
    - 1º Batalhão de Ações de Comandos (1º B A C)
    - 3ª Companhia de Forças Especiais (3° Cia F Esp)

- Marinha (MB)
  - Batalhão de Operações Especiais do Corpo de Fuzileiros Navais (ComAnf)
  - Grupamento de Mergulhadores de Combate (GruMeC)

- Força Aérea Brasileira (FAB)
  - Esquadrão Aeroterrestre de Salvamento (Para-SAR)

### Forças Policiais Federais
- Batalhão Especial de Pronto Emprego (BEPE) - Força Nacional de Segurança Pública - Brasília
- Comando de Operações Táticas (COT) - Polícia Federal - Brasília
- Grupo de Pronta Intervenção (GPI) - Polícia Federal
- Núcleo Especial De Polícia Marítima (NEPOM) - Polícia Federal
- Grupo de Resposta Rápida - (GRR) - Polícia Rodoviária Federal - Brasília
- Grupo de Ações Especiais Penitenciárias (GAEP) - Sistema Penitenciário Federal

- Grupo Especializado de Fiscalização (GEF) - Instituto Brasileiro do Meio Ambiente e dos Recursos Naturais Renováveis

### Forças policiais estaduais do Brasil
Todas as forças táticas estaduais tem como sede suas respectivas capitais mas tem atuação em todo o seu território estadual.

#### Estado do Acre
- Coordenadoria de Recursos Especiais (CORE)[3] - Polícia Civil do Estado do Acre
- Batalhão de Operações Policiais Especiais (BOPE) - Polícia Militar do Estado do Acre

#### Estado de Alagoas
- Batalhão de Operações Policiais Especiais (BOPE)- Polícia Militar de Alagoas
- Tático Integrado de Grupos de Resgate Especial (TIGRE) - Polícia Civil do Estado de Alagoas
- Grupamento de Escolta Remoção e Intervenção Tática (GERIT) - Sistema Penitenciário de Alagoas

#### Estado do Amazonas
- Companhia de Operações Especiais (COE) - Polícia Militar do Amazonas
- Força Especial de Resgate e Assalto (FERA) - Polícia Civil do Estado do Amazonas

#### Estado do Amapá
- Batalhão de Operações Especiais (BOPE-PMAP) - Polícia Militar do Estado do Amapá

#### Estado da Bahia
- Batalhão de Operações Polícias Especias(BOPE) - Polícia Militar do Estado da Bahia
- Centro de Operações Especiais (COE/Centro) - Polícia Civil do Estado da Bahia

#### Estado de Goiás
- Grupo Tático 3 (GT3) - Polícia Civil do Estado de Goiás

#### Estado do Maranhão
- - Grupo de Resposta Tática (GRT) - Polícia Civil do Estado do Maranhão

#### Estado do Paraná
- Batalhão de Operações Especiais (BOPE) - Polícia Militar do Paraná
- Centro de Operações Policiais Especiais (COPE) - Polícia Civil do Estado do Paraná
- Tático Integrado de Repressão Especial (TIGRE) - Polícia Civil do Estado do Paraná

#### Estado de Pernambuco
- Batalhão de Operações Policiais Especiais (BOPE - Antiga CIOE) - Polícia Militar de Pernambuc    CIOSAC  ( BEPI )
- Coordenadoria de Recursos Especiais (CORE) - Polícia Civil do Estado de Pernambuco

#### Estado do Piauí
- Batalhão de Operações Especiais (BOPE) - Polícia Militar do Estado do Piauí
- Coordenadoria de Operações e Recursos Especiais da Polícia Civil do Piauí (CORE) - Polícia Civil do Estado do Piauí

#### Estado do Rio Grande do Norte
- Batalhão de Operações Policiais Especiais (BOPE) - Polícia Militar do Estado do Rio Grande do Norte
- Grupo de operações especiais (GOE)- Polícia Penal do Rio Grande do Norte
- Grupo Tático Operacional (GTO) - Polícia Militar do Estado do Rio Grande do Norte

#### Estado do Rio Grande do Sul
- Batalhão de Operações Policiais Especiais (BOPE, antigo GATE) - Brigada Militar do Rio Grande do Sul
- Coordenadoria de Recursos Especiais (CORE) - Polícia Civil do Rio Grande do Sul

#### Estado do Rio de Janeiro
- Batalhão de Operações Policiais Especiais (BOPE) - Polícia Militar do Estado do Rio de Janeiro
- Grupamento de Intervenção Tática (GIT) - (CPP)- Polícia Militar do Estado do Rio de Janeiro
- Coordenadoria de Recursos Especiais (CORE) - Polícia Civil do Estado do Rio de Janeiro
- Grupamento de Intervenção Tática (GIT) - SEAP RJ
- Serviço de Operações Especiais (SOE) - SEAP RJ

#### Estado de Rondônia
- Batalhão de Operações Polícias  Especiais (BOPe) - Polícia Militar de Rondônia

#### Estado de Roraima
- Batalhão de Operações Policiais Especiais (BOPE) - Polícia Militar do Estado de Roraima
- Grupamento de Ações Táticas Especiais (GATE) - Polícia Militar do Estado de Roraima
- Grupo de Resposta Tática (GRT) - Polícia Civil do Estado de Roraima
- Grupo de Intervenção Tática (GIT) - SEJUC RR

#### Estado de Santa Catarina
- Batalhão de Operações Policiais Especiais (BOPE) - Polícia Militar de Santa Catarina
- Comando de Operações Busca Resgate e Assalto (COBRA) - Polícia Militar de Santa Catarina

#### Estado de São Paulo
Polícia Militar do Estado de São Paulo
- Comandos e Operações Especiais (COE)
- Grupo de Ações Táticas Especiais (GATE)
- Rondas Ostensivas Tobias de Aguiar (ROTA)
- Batalhão de Ações Especiais de Polícia (BAEP)
- Força Tática

Polícia Civil do Estado de São Paulo
- Delegacia de Crimes Raciais e Delitos de Intolerância (DECRADI)
- Departamento de Capturas e Delegacias Especializadas (DECADE)
- Departamento de Homicídios e de Proteção à Pessoa (DHPP)
- Departamento de Investigações sobre Narcóticos (DENARC)
- Departamento de Operações Policiais Estratégicas (DOPE)
- Departamento de Polícia Judiciária da Capital (DECAP)
- Departamento de Polícia Judiciária de São Paulo Interior (DEINTER)
- Grupo Armado de Repressão a Roubos e Assaltos (Garra) (GARRA)
  - Guarda Civil do Estado de São Paulo (GCESP)

#### Estado de Sergipe
- Comando de Operações Especiais (COE) - Polícia Militar do Estado de Sergipe
- Companhia Especializada de Operações em Área de Caatinga (CEOPAC) - Polícia Militar do Estado de Sergipe
- Batalhão de Radiopatrulha (BPRp) - Polícia Militar do Estado de Sergipe
- Grupo de Ações Táticas do Interior (GATI) - Polícia Militar do Estado de Sergipe
- Grupo Especial de Repressão e Busca (GERB) - Polícia Civil do Estado de Sergipe

#### Estado do Tocantins
- Companhia Independente de Operações Especiais (CIOE) - Polícia Militar do Estado do Tocantins
- Grupo de Operações Penitenciárias Especiais (GOPE) - Polícia Penal do Estado do Tocantins

## Estados Unidos
- Exército
  - Delta Force
  - Rangers
  - Boinas Verdes
- Marinha
  - Navy SEALs
  - Special Warfare Combatant-craft Crewmen
- Força Aérea
  - 24th Special Tactics Squadron
- Forças Policiais
  - Hostage Rescue Team (HRT) - Agência Federal de Investigação (FBI)
  - Special Weapons And Tactics (SWAT)
  - Special Response Team - Bureau of Alcohol tobaco And Firearms (BATF)
  - Emergency Special Unit - Departamento de Polícia de Nova Iorque (NYPD)
  - Drugs Enforcement  Administration - Department of Justice (DEA)
  - Special Responde Team of Immigration and Customs Enforcement - Department of Homeland Security (SRT / ICE)

## Finlândia
- Forças Policiais
  - Karhuryhmä

## França
- Forças Armadas:
  - Légion Étrangère
  - Commando Hubert
  - Commando marine

- Forças Policiais
  - Groupe d'Intervention de la Gendarmerie Nationale (GIGN)
  - Recherche Assistance Intervention Dissuasion (RAID)

## Grécia
- Unidades anti-terroristas
  - EKAM, Special Anti-Terrorist Unit

## Guatemala
- Exército
  - Kaibiles

## Indonésia
- Forças Armadas
  - Kopassus
  - Kopaska

## Israel
- Forças Armadas
  - Sayeret Matkal
  - Shayetet 13
  - Sayeret Duvdevan
  - Egoz
  - Shaldag

- Forças Policiais
  - YAMAM

## Itália
- Forças Armadas
  - Gruppo Subacquei ed Incursori (COMSUBIN)
  - 9° Reggimento d'Assalto Paracadutisti (Col Moschin)
- Forças Policias
  - Nucleo Operativo Centrale di Sicurezza (NOCS)

## Malásia
- Forças Armadas
  - Grup Gerak Khas

## México
- Forças Policiais
  - Gopes

## Polónia
- Wojska Specjalne
  - Dowództwo Wojsk Specjalnych†
    - Jednostka Wojskowa Agat
    - Jednostka Wojskowa Grom (JW Grom)
    - Jednostka Wojskowa Formoza (JW Formoza)
    - Jednostka Wojskowa Komandosów
    - Jednostka Wojskowa Nil
    - 7 Eskadra Działań Specjalnych comando operacional, parte das Forças Aéreas da Polônia

## Portugal
- Exército
  - Força de Operações Especiais (FOE) - CTOE
- Marinha
  - Destacamento de Ações Especiais (DAE) - Fuzileiros
- Forças de Segurança
  - Grupo de Operações Especiais (GOE) - PSP
  - Grupo de Intervenção de Operações Especiais (GIOE) - GNR

## Reino Unido
- Forças Armadas
  - Special Air Service (SAS)
  - Special Boat Service (SBS)

## Rússia
- Spetsnaz
  - Spetsnaz GRU
  - Grupo Alpha
  - Vympel
  - Zaslon
  - SOBR
  - Vityaz
  - Forças de operações especiais da Rússia (SSO)
  - GROM - Serviço Federal de Controle de Drogas (FSNK) / Ministério de assuntos internos (MVD) / Rosgvardia

## Suíça
- Forças Armadas
  - Armee Aufkl Det 10

## Timor Leste
- Forças Policiais
  - Companha de Operações Especiais (COE) - PNTL

## Iraque
- Forças de Operações Especiais Iraquianas (Divisão Dourada)